# Fearless Records
A Fearless Records egy amerikai, független lemezkiadó, amelyet 1992-ben alapítottak. A Fearless székhelye Culver City-ben (Kalifornia) található. Legismertebb a Punk Goes... válogatássorozat, punk-együttesei, a Bigwig, a Dynamite Boy, a Sugarcult, a Plain White T's, a The Aquabats, az Amely és a post-hardcore együttesei, az At the Drive-In és az Anatomy of a Ghost miatt. Ezen kívül a kiadó több stílusban is dolgozott az elmúlt években, mint a Starset, a Blessthefall, a The Word Alive, az Ice Nine Kills, a Mayday Parade, a Pierce the Veil és a The Color Morale, mind együttesek, amelyek post-hardcore, metalcore és alternatív rock stílusban alkotnak. A Fearless Record kiadásait a RED Distribution terjesztette, de mióta a Concord Music Group megvette a kiadót 2015-ben, a Universal Music Group terjeszti az albumokat világszerte.

## Története
Bob Becker a Fearless Records-ot 1992-ben alapította és a nevet a saját vakmerőségéből származtatta, mert a kiadó indításakor nem igazán tudta mit csinál. A Fearless Records hivatalosan 1994-ben alakult meg.
2000-ben a Fearless Records kiadta a Punk Goes Metal-t, amely a Punk Goes... válogatássorozatuknak első része volt. Ezóta a Punk Goes... sorozatnak hét Punk Goes Pop, két Punk Goes Acoustic, egy Pop Goes 90's és 80's, egy Punk Goes Classic Rock és egy Punk Goes X része volt. Az utóbbin olyan dalok szerepeltek, amelyek fel voltak használva a 2011-es Winter X Games-en.
2005-ben a Fearless kiadta az All That We Needed-et (Plain White T's), amely mind az illinoisi együttesnek, mind a kiadónak áttörő siker volt. A "Hey There Delilah" kislemez első helyet ért el a Billboard Hot 100-on és többszörös platinaminősítést kapott.
2010. november 8-án a Fearless bejelentette a karácsonyi válogatásalbum, a 'Tis The Season to Be Fearless megjelenését, amelyen nyolc előadójuk dalai szerepeltek.
2011-ben a Fearless Records kiadta a Breathe Carolina Hell Is What You Make It albumát. a "Blackout" kislemez sikeres volt, 32. helyen debütált a Billboard Hot 100-on és aranylemez minősítést kapott.
2012 októberében a Fearless Records bejelentette a testvérkiadójának, az Old Friedns Records elindítását, amely indie rock együtteseket, mint a Hellogoodbye szerződtetett. 2013 novemberében a Fearless bejelentette a második testvérkiadójának, az Outerloop Records-nak az elindítását, az Ice Nine Kills szerződtetésével együtt.
2015 májusában a kiadót megvette a Concord Bicycle Music 10 millió dollárért.

## Előadók

### Jelenleg
A kiadó weboldala alapján.
- As It Is
- August Burns Red
- Capstan
- Chunk! No, Captain Chunk!
- Chase Atlantic[7]
- Eat Your Heart Out
- Grayscale
- I Prevail
- Ice Nine Kills
- I Dont Know How But They Found Me
- Locket
- Movements
- My Enemies & I (Ismeretlen státusz)
- My Kid Brother
- NOT A TOY
- Kill the Lights
- Oceans Ate Alaska
- Parting Gift
- Pierce the Veil
- The Almost
- Plain White T's[8]
- The Plot in You
- The Pretty Reckless
- Real Friends
- Starset[9]
- Sworn In
- Set It Off
- Underoath[10]
- Varials
- Volumes
- Wage War
- The Word Alive

#### Old Friends Records
- Carousel
- Hellogoodbye
- The Static Jacks
- Wild Party

### Alumni
A kiadó weboldala alapján.
- 30 Foot Fall (It's Opposite Day And I Love You Records)
- Alesana (Revival Recordings)
- The Almighty Trigger Happy
- Anatomy of a Ghost (feloszlott)
- Amely (feloszlott)
- The Aquabats (feloszlott)
- Artist vs. Poet (nincs kiadója)
- A Skylit Drive (feloszlott)
- A Static Lullaby (inaktív)
- At the Drive-In (Rise)
- Bazookas Go Bang! (inaktív)
- Beefcake (inaktív)
- Bickley
- Bigwig (nincs kiadója)
- Blessthefall (Rise)
- Blount (inactive)
- Brazil (feloszlott)
- Breathe Carolina (Spinnin)
- Brightwell (inaktív)
- Chuck
- Classic Case
- The Color Morale (hiátus)
- Cruiserweight (feloszlott)
- Dead Lazlo's Place
- The Downtown Fiction (nincs kiadója)
- Drunk In Public
- Dynamite Boy (feloszlott)

- Every Avenue (hiátus)
- Eve 6
- Eye Alaska (feloszlott)
- Family Values
- Fed Up
- Follow My Lead (nincs kiadója)
- For All Those Sleeping (feloszlott)
- Forever the Sickest Kids (hiátus)
- The Fully Down (feloszlott)
- Gatsbys American Dream (inaktív)
- Get Scared (feloszlott)[12]
- Glasseater (feloszlott)
- Glue Gun
- Gob (New Damage)
- Go Radio
- Grabbers
- Jason Lancaster
- Junction 18
- Jakiro
- Keepsake
- The Killing Moon
- The Kinison
- Knockout
- Let's Get It
- Logan Square
- Lonely Kings
- Lostprophets (feloszlott,[13] énekes börtönben[14])

- The Maine (Universal Music)
- Mayday Parade (Rise Records)
- Milestones (feloszlott)
- The Morning Light
- Motionless in White (Roadrunner)
- Motherfist
- Near Miss
- Nipdrivers
- The Outline (nincs kiadója)
- Portugal. The Man (Atlantic)
- Red Fish
- Rock Kills Kid (feloszlott)
- RPM
- So They Say
- Sparks the Rescue (unsigned)
- Straight Faced
- Sugarcult (hiátus)
- Superman Please Don't
- The Starting Line
- The Summer Set (feloszlott)
- Tonight Alive (Hopeless)
- Upon This Dawning (hiátus)
- The White Noise (feloszlott)
- White Kaps (más néven White Caps)
- Yesterdays Rising (feloszlott)

## Diszkográfia
A Discogs és a kiadó weboldalának adatai alapján.

### Stúdióalbumok
| Előadó                    | Megjelent            | Album címe                                             |
| ------------------------- | -------------------- | ------------------------------------------------------ |
| Glue Gun                  | 1996. március 2.     | The Scene Is Not for Sale                              |
| Blount                    | 1996. március 15     | Trauma                                                 |
| White Kaps                | 1996. március 16.    | Blown in the U.S.A.                                    |
| White Kaps                | 1996. július 15.     | The Endless Bummer                                     |
| The Aquabats              | 1996. július 26.     | The Return of the Aquabats                             |
| The Grabbers              | 1996. augusztus 23.  | The Hand You're Dealt                                  |
| Straight Faced            | 1996. szeptember 29. | Guilty                                                 |
| Straight Faced            | 1996. október 30.    | Broken                                                 |
| Drunk in Public           | 1996. december 31.   | Tapped Out!                                            |
| 30footFALL                | 1997. március 11.    | Acme-143                                               |
| Bigwig                    | 1997. április 30.    | UnMerry Melodies                                       |
| Chuck                     | 1997. szeptember 16. | Westward Ho!                                           |
| Bickley                   | 1998. február 10.    | Pogo Au Go-Go (Re-release)                             |
| 30footFALL                | 1998. március 10.    | Divided We Stand                                       |
| At the Drive-In           | 1998. március 10.    | In/Casino/Out                                          |
| Bickley                   | 1998. november 10.   | Kiss the Bunny                                         |
| Gob                       | 1998. november 24.   | How Far Shallow Takes You (US Release)                 |
| Lonely Kings              | 1999. július 13.     | What If?                                               |
| Beefcake                  | 1999. október 1.     | Rejected                                               |
| Dynamite Boy              | 1999. október 12.    | Finder's Keeper's                                      |
| Glasseater                | 2000. augusztus 8.   | 7 Years Bad Luck                                       |
| Junction 18               | 2000. október 17.    | This Vicious Cycle                                     |
| Dynamite Boy              | 2001. március 20.    | Somewhere in America                                   |
| Bigwig                    | 2001. március 20.    | An Invitation to Tragedy                               |
| Lonely Kings              | 2001. november 27.   | Crowning Glory                                         |
| Keepsake                  | 2002. június 11.     | Black Dress in a B Movie                               |
| Near Miss                 | 2002. november 27.   | The Gentle Art of Making Enemies                       |
| Glasseater                | 2002. július 23.     | Glasseater                                             |
| Knockout                  | 2002. október 15.    | Searching for Solid Ground                             |
| Anatomy of a Ghost        | 2003. október 21.    | Evanesce                                               |
| Sugarcult                 | 2004. április 13.    | Palm Trees and Power Lines                             |
| Brazil                    | 2004. április 20.    | A Hostage and the Meaning of Life                      |
| Dynamite Boy              | 2004. május 18.      | Dynamite Boy                                           |
| Plain White T's           | 2005. január 25.     | All That We Needed                                     |
| Gatsbys American Dream    | 2005. április 12.    | Volcano                                                |
| Yesterdays Rising         | 2005. július 12.     | Lightworker                                            |
| Sugarcult                 | 2005. november 15.   | Back to the Disaster                                   |
| The Fully Down            | 2005. november 22.   | Don’t Get Lost in a Movement                           |
| Portugal. The Man         | 2006. január 24.     | Waiter: "You Vultures!"                                |
| Bigwig                    | 2006. február 7.     | Reclamation                                            |
| So They Say               | 2006. március 7.     | Antidote for Irony                                     |
| Rock Kills Kid            | 2006. május 16.      | Are You Nervous?                                       |
| Portugal. The Man         | 2006. július 18.     | Devil Say I, I Say AIR                                 |
| Gatsbys American Dream    | 2006. augusztus 8.   | Gatsbys American Dream                                 |
| Plain White T's           | 2006. szeptember 12. | Every Second Counts                                    |
| Sugarcult                 | 2006. szeptember 12. | Lights Out                                             |
| A Static Lullaby          | 2006. október 10.    | A Static Lullaby                                       |
| Classic Case              | 2007. február 20.    | Losing at Life                                         |
| Alesana                   | 2007. március 20.    | On Frail Wings of Vanity and Wax                       |
| Mayday Parade             | 2007. július 10.     | A Lesson in Romantics                                  |
| Portugal. The Man         | 2007. július 24.     | Church Mouth                                           |
| Plain White T's           | 2007. szeptember 12. | Every Second Counts                                    |
| So They Say               | 2007. október 9.     | Life In Surveillance                                   |
| Every Avenue              | 2008. február 19.    | Shh. Just Go with It                                   |
| Alesana                   | 2008. június 3.      | Where Myth Fades to Legend                             |
| The Maine                 | 2008. július 8.      | Can't Stop Won't Stop                                  |
| A Static Lullaby          | 2008. szeptember 9.  | Rattlesnake!                                           |
| Plain White T's           | 2008. szeptember 23. | Big Bad World                                          |
| Sparks The Rescue         | 2009. május 5.       | Eyes to the Sun                                        |
| A Skylit Drive            | 2009. június 9.      | Adelphia                                               |
| Eye Alaska                | 2009. július 7.      | Genesis Underground                                    |
| Let's Get It              | 2009. augusztus 4.   | Digital Spaces                                         |
| Breathe Carolina          | 2009. augusztus 18.  | Hello Fascination                                      |
| Mayday Parade             | 2009. október 6.     | Anywhere But Here                                      |
| Blessthefall              | 2009. október 6.     | Witness                                                |
| Every Avenue              | 2009. november 3.    | Picture Perfect                                        |
| Alesana                   | 2010. január 26.     | The Emptiness                                          |
| Artist vs. Poet           | 2010. március 2.     | Favorite Fix                                           |
| The Maine                 | 2010. július 12.     | Black & White                                          |
| For All Those Sleeping    | 2010. július 20.     | Cross Your Fingers                                     |
| The Word Alive            | 2010. augusztus 31.  | Deceiver                                               |
| Motionless in White       | 2010. október 12.    | Creatures                                              |
| The Aquabats              | 2011. január 18.     | Hi-Five Soup!                                          |
| A Skylit Drive            | 2011. február 15.    | Identity On Fire                                       |
| Go Radio                  | 2011. március 1.     | Lucky Street                                           |
| Sparks The Rescue         | 2011. május 10.      | Worst Thing I've Been Cursed With                      |
| Let's Get It              | 2011. május 24.      | Masters of the Universe                                |
| Breathe Carolina          | 2011. július 12.     | Hell Is What You Make It                               |
| Every Avenue              | 2011. augusztus 2.   | Bad Habits                                             |
| The Static Jacks          | 2011. augusztus 30.  | If You're Young                                        |
| Breathe Carolina          | 2011. szeptember 27. | Blackout: The Remixes                                  |
| Mayday Parade             | 2011. október 4.     | Mayday Parade                                          |
| Blessthefall              | 2011. október 4.     | Awakening                                              |
| Tonight Alive             | 2012. február 13.    | What Are You So Scared Of?                             |
| Lostprophets              | 2012. április 2.     | Weapons                                                |
| Eve 6                     | 2012. április 24.    | Speak in Code                                          |
| For All Those Sleeping    | 2012. június 19.     | Outspoken                                              |
| The Word Alive            | 2012. július 3.      | Life Cycles                                            |
| Pierce the Veil           | 2012. július 17.     | Collide with the Sky                                   |
| Go Radio                  | 2012. szeptember 18. | Close the Distance                                     |
| Upon This Dawning         | 2012. október 23.    | To Keep Us Safe                                        |
| Motionless in White       | 2012. november 13.   | Infamous                                               |
| The Summer Set            | 2013. április 16.    | Legendary                                              |
| Chunk! No, Captain Chunk! | 2013. április 30.    | Pardon My French                                       |
| Forever The Sickest Kids  | 2013. június 25.     | J.A.C.K.                                               |
| Blessthefall              | 2013. augusztus 20.  | Hollow Bodies                                          |
| Tonight Alive             | 2013. szeptember 10. | The Other Side                                         |
| Mayday Parade             | 2013. október 8.     | Monsters in the Closet                                 |
| Get Scared                | 2013. november 11.   | Everyone's Out to Get Me                               |
| Breathe Carolina          | 2014. április 15.    | Savages                                                |
| The Word Alive            | 2014. június 10.     | Real                                                   |
| The Downtown Fiction      | 2014. június 17.     | Losers & Kings                                         |
| For All Those Sleeping    | 2014. június 23.     | Incomplete Me                                          |
| Real Friends              | 2014. július 22.     | májusbe This Place Is the Same and We're Just Changing |
| The Color Morale          | 2014. szeptember 2.  | Hold On Pain Ends                                      |
| Motionless in White       | 2014. szeptember 16. | Reincarnate                                            |
| Oceans Ate Alaska         | 2015. február 24.    | Lost Isles                                             |
| As It Is                  | 2015. április 21.    | Never Happy, Ever After                                |
| Chunk! No, Captain Chunk! | 2015. május 18.      | Get Lost, Find Yourself                                |
| August Burns Red          | 2015. június 29.     | Found in Far Away Places                               |
| Blessthefall              | 2015. szeptember 18. | To Those Left Behind                                   |
| Mayday Parade             | 2015. október 9.     | Black Lines                                            |
| Get Scared                | 2015. október 30.    | Demons                                                 |
| Wage War                  | 2015. november 27.   | Blueprints                                             |
| Ice Nine Kills            | 2015. december 4.    | Every Trick in the Book                                |
| Tonight Alive             | 2016. március 4.     | Limitless                                              |
| The Summer Set            | 2016. április 1.     | Stories For Monday                                     |
| Pierce the Veil           | 2016. május 13.      | Misadventures                                          |
| Real Friends              | 2016. május 17.      | The Home Inside My Head                                |
| The Color Morale          | 2016. augusztus 19.  | Desolate Divine                                        |
| I Prevail                 | 2016. október 21.    | Lifelines                                              |
| Ice Nine Kills            | 2017. január 6.      | Safe Is Just a Shadow (Re-Shadowed and Re-Recorded)    |
| As It Is                  | 2017. január 20.     | okay.                                                  |
| Grayscale                 | 2017. május 5.       | Adornment                                              |
| Volumes                   | 2017. június 9.      | Different Animals                                      |
| Sworn In                  | 2017. június 23.     | All Smiles                                             |
| The White Noise           | 2017. június 30.     | AM/PM                                                  |
| Oceans Ate Alaska         | 2017. július 28.     | Hikari                                                 |
| Wage War                  | 2017. augusztus 4.   | Deadweight                                             |
| Varials                   | 2017. augusztus 11.  | Pain Again                                             |
| August Burns Red          | 2017. október 6.     | Phantom Anthem                                         |
| Movements                 | 2017. október 20.    | Feel Something                                         |
| My Enemies & I            | 2017. november 3     | The Beast Inside                                       |
| The Plot in You           | 2018. február 16.    | Dispose                                                |
| Milestones                | 2018. február 28.    | Red Lights                                             |
| Underoath                 | 2018. április 6.     | Erase Me                                               |
| The Word Alive            | 2018. május 4.       | Violent Noise                                          |
| As It Is                  | 2018. augusztus 10.  | The Great Depression                                   |
| Plain White T's           | 2018. augusztus 24.  | Parallel Universe                                      |
| Ice Nine Kills            | 2018. október 5.     | The Silver Scream                                      |
| Set It Off                | 2019. február 1.     | Midnight                                               |
| I Prevail                 | 2019. március 29.    | Trauma                                                 |
| Get Scared                | 2019. április 19.    | The Dead Days                                          |
| Eat Your Heart Out        | 2019. május 17.      | Florescence                                            |
| Wage War                  | 2019. augusztus 30.  | Pressure                                               |
| Grayscale                 | 2019. szeptember 6.  | Nella Vita                                             |
| Starset                   | 2019. szeptember 13. | Divisions                                              |
| Capstan                   | 2019. szeptember 20. | Restless Heart, Keep Running                           |
| Varials                   | 2019. október 11.    | In Darkness                                            |
| The Almost                | 2019. október 18.    | Fear Caller                                            |
| Locket                    | 2019. október 25.    | All Out                                                |
| The Word Alive            | 2020. február 21.    | Monomania                                              |
| August Burns Red          | 2020. április 3.     | Guardians                                              |

### Középlemezek
| Előadó              | Megjelent            | Album címe                  |
| ------------------- | -------------------- | --------------------------- |
| At the Drive-In     | 1999. július 27.     | Vaya                        |
| Brazil              | 2002. szeptember 17. | Dasein                      |
| Junction 18         | 2002. szeptember 17. | Heroes from the Future      |
| Rock Kills Kid      | 2003. január 28.     | Rock Kills Kid              |
| The Kinison         | 2003. október 31.    | Mortgage Is Bank            |
| Yesterdays Rising   | 2004. október 5.     | When We Speak, We Breathe   |
| So They Say         | 2005. június 14.     | So They Say                 |
| Plain White T's     | 2006. május 9.       | Hey There Delilah EP        |
| Mayday Parade       | 2006. november 7.    | Tales Told by Dead Friends  |
| Every Avenue        | 2007. augusztus 14.  | Ah!                         |
| The Maine           | 2007. december 11.   | The Way We Talk             |
| The Morning Light   | 2008. március 4.     | The Sounds of Love EP       |
| Eye Alaska          | 2008. június 17.     | Yellow & Elephant           |
| Artist vs. Poet     | 2008. november 18.   | Artist vs. Poet             |
| The Maine           | 2008. december 9.    | ...And a Happy New Year     |
| Motionless in White | 2009. február 17.    | When Love Met Destruction   |
| The Word Alive      | 2009. július 21.     | Empire                      |
| Go Radio            | 2010. április 20.    | Do Overs and Second Chances |
| Amely               | 2010. szeptember 14. | Hello World                 |
| The Aquabats        | 2010. november 9.    | Radio Down!                 |
| Mayday Parade       | 2011. március 8.     | Valdosta                    |
| Amely               | 2011. április 19.    | Live Under Lights EP        |
| Tonight Alive       | 2011. november 8.    | Consider This               |
| Real Friends        | 2015. április 28.    | More Acoustic Songs         |
| I Prevail           | 2015. július 24.     | Heart vs Mind               |
| My Enemies and I    | 2015. szeptember 25. | Sick World                  |
| Movements           | 2016. március 11.    | Outgrown Things             |

### Válogatásalbumok
| Előadó          | Megjelent           | Album címe                                          |
| --------------- | ------------------- | --------------------------------------------------- |
| Több előadó     | 1996                | Punk Bites                                          |
| Több előadó     | 1997. március 18.   | Fearless Flush Sampler                              |
| Több előadó     | 1997. december 5.   | Punk Bites 2                                        |
| Több előadó     | 1998. szeptember 1. | As a Matter of Fact                                 |
| Több előadó     | 1999. február 18.   | Serial Killer Compilation                           |
| The Aquabats    | 2000. november 7.   | Myths, Legends, and Other Amazing Adventures Vol. 2 |
| Több előadó     | 2001. augusztus 21. | Don't Be Scared                                     |
| Több előadó     | 2002. július 23.    | Don't Be Scared, Vol. 2                             |
| Több előadó     | 2003                | 2003 and Beyond                                     |
| At the Drive-In | 2005. május 24.     | This Station Is Non-Operational                     |
| Több előadó     | 2010. november 22.  | 'Tis the Season to Be Fearless                      |

#### Punk Goes...sorozat
| Év   | Cím                                                                           | Slágerlista | Slágerlista |
| Év   | Cím                                                                           | US          | US Comp     |
| ---- | ----------------------------------------------------------------------------- | ----------- | ----------- |
| 2000 | Punk Goes Metal - Megjelent: 2000. augusztus 1.                               | —           | —           |
| 2001 | Punk Goes Pop - Megjelent: 2001. április 3.                                   | —           | —           |
| 2003 | Punk Goes Acoustic - Megjelent: 2003. október 21.                             | —           | —           |
| 2005 | Punk Goes 80's - Megjelent: 2005. június 7.                                   | —           | 18          |
| 2006 | Punk Goes 90's - Megjelent: 2006. május 9.                                    | 186         | 10          |
| 2007 | Punk Goes Acoustic 2 - Megjelent: 2007. május 8.                              | 125         | 5           |
| 2008 | Punk Goes Crunk - Megjelent: 2008. április 8.                                 | 86          | 7           |
| 2009 | Punk Goes Pop Volume Two - Megjelent: 2009. március 10.                       | 15          | —           |
| 2010 | Punk Goes Classic Rock - Megjelent: 2010. április 27.                         | 23          | —           |
| 2010 | Punk Goes Pop Volume 03. - Megjelent: 2010. november 2.                       | 26          | —           |
| 2011 | Punk Goes X: Songs from the 2011 Winter X Games - Megjelent: 2011. január 25. | —           | —           |
| 2011 | Punk Goes Pop Volume 4 - Megjelent: 2011. november 21.                        | 92          | —           |
| 2012 | Punk Goes Pop Volume 5 - Megjelent: 2012. november 6.                         | 16          | —           |
| 2013 | Punk Goes Christmas - Megjelent: 2013. november 5.                            | 95          | —           |
| 2014 | Punk Goes 90's Vol. 2 - Megjelent: 2014. április 1.                           | 41          | —           |
| 2015 | Punk Goes Pop Vol. 6 - Megjelent: 2014. november 17.                          | 19          | —           |
| 2015 | Punk Goes Christmas: Deluxe Edition - Megjelent: 2015. november 27.           | —           | —           |
| 2017 | Punk Goes Pop Vol. 7 - Megjelent: 2017. július 14.                            | —           | —           |
| 2019 | Punk Goes Acoustic Vol. 3 - Megjelent: 2019. július 26.                       | —           | —           |

### Videógráfia
| Előadó          | Megjelent          | Cím                                          |
| --------------- | ------------------ | -------------------------------------------- |
| The Aquabats    | 2003               | A Double Disc DVD Of... Serious Awesomeness! |
| Pierce the Veil | 2013. november 25. | This Is a Wasteland (dokumentumfilm)         |